# Antonín Konstantin Víták

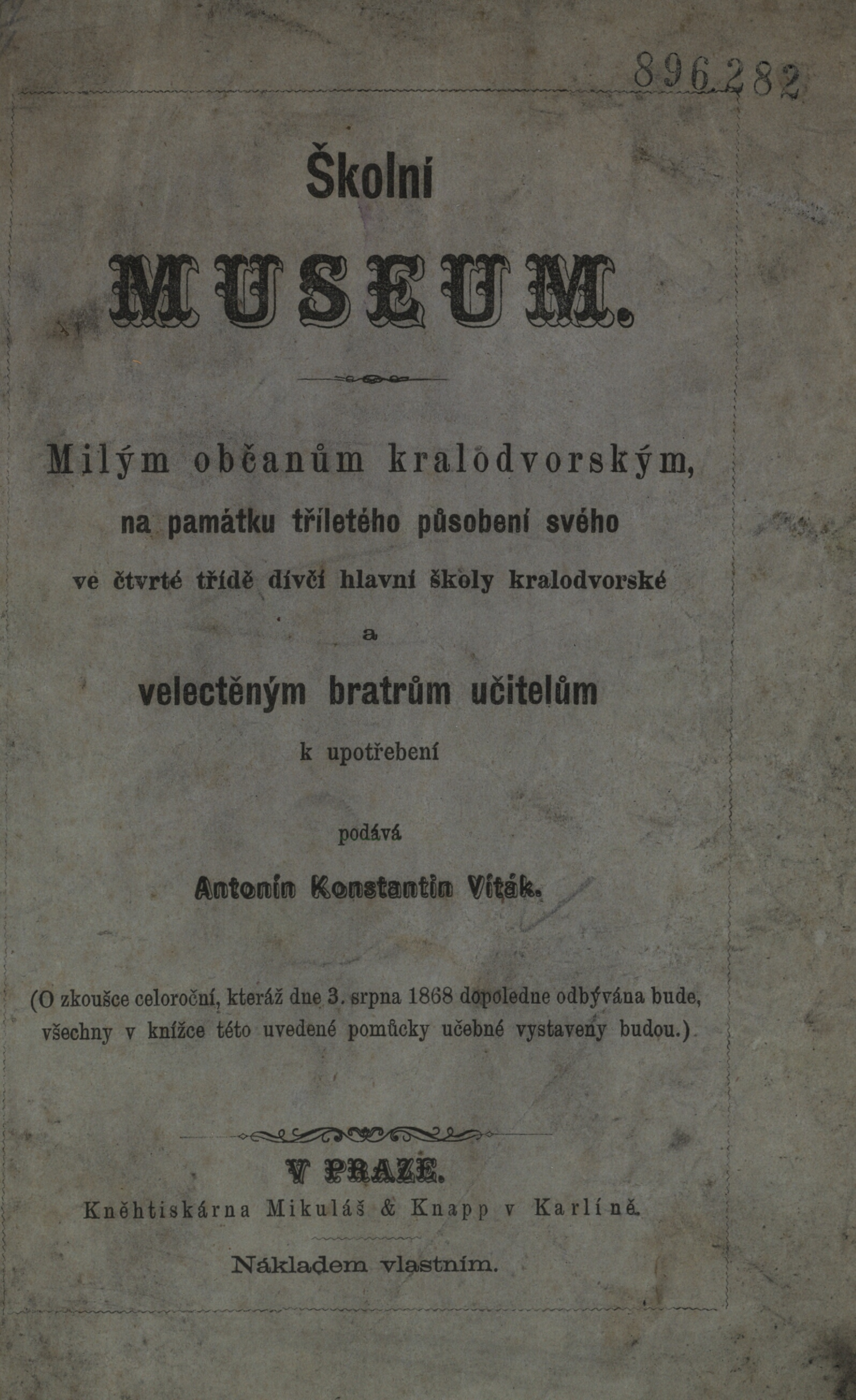
Školní museum, Autor: Viták, Antonín Konstantin, Vydal vlastním nákladem v roce 1868 v Praze

Antonín Konstantin Víták, křtěný Antonín Václav (10. června 1835 Čáslav – 6. března 1906 Královské Vinohrady), byl český pedagog a spisovatel

## Život
Narodil se v Čáslavi v rodině provaznického mistra Václava Vítáka a jeho ženy Barbory rodem Kryšpínové. Základní vzdělání nabral v rodném městě a následně pokračoval ve studiu na královéhradecké gymnáziu. V roce 1856 odešel do piaristického kněžského semináře v Lipníku nad Bečvou, kde přijal druhé jméno Konstantin. S piaristickým školstvím a řádem se však později ve zlém rozešel, když vyvolal nelibost svých nadřízených odporem proti germanizačním důsledkům piaristické výuky.
Po krátké epizodě, kdy působil ve Věžkách jako vychovatel ve šlechtické rodině u Viléma z Hansteinu, vykonal v roce 1860 učitelské zkoušky v Brně a věnoval se dále pedagogice. V roce 1861 získal učitelské místo v Jevíčku a téhož roku se oženil s dcerou tamního měšťana Irmou a později se jim narodili dvě dcery a syn, ale dospělosti se však dožila nejstarší dcera Zdeňka.
Viták však vyvolal ve své době nelibost církevních úřadů odvážným bojem za sekularizaci školního vyučování - tedy za odluku školy a církve. Aby nevznikla mýlka, nechtěl tehdy školu odcírkevněnou, nýbrž svobodnou. Víták požadoval zrovnoprávnění učitele a kněze ve vyučování a povinné sebevzdělávání všech vyučujících. Sám založil odborný česky psaný časopise o výchově, nazvaný "Pěstoun", ve kterém neváhal propagovat pedagogické poznatky nekatolických autorů. Toto periodikum osobně vedl do podzimu roku 1865, kdy odešel do Dvora Králové. Zde pod policejním dohledem působil jako učitel náboženství na dívčí škole. Ve Dvoře Králové zažil a ve svých pamětech (vyšly v Praze 1902-1904) podrobně popsal události Prusko-rakouské války v roce 1866.
V roce 1867 Víták vydal vlastním nákladem v Praze "Dějiny královského věnného města Dvora Králové nad Labem", které napsal za pomoci spolupracovníků a místních pamětníků. Na základě Vitákova přetisku svědectví kostelníka Jana Šáfra, přítomného u nálezu Rukopisu královédvorského (RK), v dějinách Dvora Králové nad Labem, bylo při oslavách 50. výročí oné události na podzim téhož roku rozhodnuto zaprotokolovat tuto výpověď u královédvorského okresního soudu.
Ve Dvoře Králové začal Víták také redakčně řídit ediční řadu "Divadelní ochotníček" a roku 1868 sepsal návod k pořádání muzejních sbírek nazvaný "Školní muzeum". Po odchodu ze Dvora Králové prošel ještě mnoha učitelskými působišti a byl dokonce dvakrát sesazen z učitelského místa, než ke konci života zakotvil na Královských Vinohradech u Prahy. Zde také Antonín Konstantin Víták 6. března roku 1909 zemřel, když ještě dopoledne toho dne chtěl pracovat na druhém díle svých "Pamětí starého učitele - persekucí postiženého".

## Literární dílo
- 1861 Patero úvah o školství Brněnském[4]
- 1865 Nejstručnější Mluvnice česká, z nížto jest možná české[5]
- 1867 Dějiny královského věnného města Dvora Králové nad Labem[6]
- 1868 Školní museum[7]
- 1873 Jitřenka, čili, První biblická čítanka pro útlou mládež[8]
- 1883 O obcování s lidmi[9]
- 1902 Paměti starého učitele-vlastence, persekucí postiženého[10]